# Miami Grand Prix 2013
Il Miami Grand Prix 2013 si è tenuto ad Miami, negli Stati Uniti d'America dal 15 al 16 giugno 2013 ed è stata la sesta tappa dell'IJF World Tour 2013. È stata l'unica edizione disputata del Miami Grand Prix.

## Risultati
Tutti i medagliati del torneo.
| Categorie donne | Oro                 | Argento            | Bronzo                              |
| --------------- | ------------------- | ------------------ | ----------------------------------- |
| - 48 kg         | Eva Csernoviczki    | Nathalia Brigida   | Paula Pareto Alesia Kuznetsova      |
| - 52 kg         | Yanet Bermoy Acosta | Priscilla Gneto    | Tsolmon Adiyasambuu Ilse Heylen     |
| - 57 kg         | Marti Malloy        | Hedvig Karakas     | Jovana Rogic Miryam Roper           |
| - 63 kg         | Clarisse Agbegnenou | Miki Tanaka        | Gevrise Emane Maricet Espinosa      |
| - 70 kg         | Iljana Marzok       | Onix Cortes Aldama | Haruka Tachimoto María Pérez        |
| - 78 kg         | Audrey Tcheumeo     | Luise Malzahn      | Natalie Powell Anastasiya Dmitrieva |
| + 78 kg         | Megumi Tachimoto    | Mariia Shekerova   | Emilie Andeol Idalys Ortiz          |

| Categorie uomini | Oro                  | Argento          | Bronzo                                 |
| ---------------- | -------------------- | ---------------- | -------------------------------------- |
| - 60 kg          | Kherlen Ganbold      | Eric Takabatake  | Breno Alves Ashley Mckenzie            |
| - 66 kg          | Abdula Abdulzhalilov | Yakub Shamilov   | Luiz Revite Batgerel Battsetseg        |
| - 73 kg          | Dirk Van Tichelt     | Miklos Ungvari   | Ugo Legrand Kiyoshi Uematsu            |
| - 81 kg          | Tom Reed             | Emmanuel Lucenti | Mauro Henrique Moura Tuvshinjargal Gan |
| - 90 kg          | Asley Gonzalez       | Grigorii Sulemin | Colton Brown Ciril Grossklaus          |
| - 100 kg         | Zafar Makhmadov      | Hugo Pessanha    | Rafael Buzacarini Radek Hecl           |
| + 100 kg         | Kim Soo-whan         | Renat Saidov     | Walter Santos Sugarjargal Boldpurev    |

## Medagliere
| Nr.                          | Nazione                      | Oro | Argento | Bronzo | Totale |
| ---------------------------- | ---------------------------- | --- | ------- | ------ | ------ |
| 1                            | Russia                       | 2   | 4       | 2      | 8      |
| 2                            | Francia                      | 2   | 1       | 3      | 6      |
| 3                            | Cuba                         | 2   | 1       | 2      | 5      |
| 4                            | Ungheria                     | 1   | 2       | 0      | 3      |
| 5                            | Germania                     | 1   | 1       | 1      | 3      |
| 5                            | Giappone                     | 1   | 1       | 1      | 3      |
| 6                            | Mongolia                     | 1   | 0       | 4      | 5      |
| 7                            | Regno Unito                  | 1   | 0       | 2      | 3      |
| 8                            | Belgio                       | 1   | 0       | 1      | 2      |
| 8                            | Stati Uniti                  | 1   | 0       | 1      | 2      |
| 9                            | Corea del Sud                | 1   | 0       | 0      | 1      |
| 10                           | Brasile                      | 0   | 3       | 5      | 8      |
| 11                           | Argentina                    | 0   | 1       | 1      | 2      |
| 12                           | Porto Rico                   | 0   | 0       | 1      | 1      |
| 12                           | Rep. Ceca                    | 0   | 0       | 1      | 1      |
| 12                           | Serbia                       | 0   | 0       | 1      | 1      |
| 12                           | Spagna                       | 0   | 0       | 1      | 1      |
| 12                           | Svizzera                     | 0   | 0       | 1      | 1      |
| Totale 18 nazioni medagliate | Totale 18 nazioni medagliate | 14  | 14      | 28     | 56     |

Fonte